# 玉觀音 (電影)
《玉观音》，香港导演许鞍华拍摄的电影，改编自海岩的同名小说。國內票房未達到預期，但卻獲得了海外各大影展的垂青。2004年先後被選為第二十八屆香港國際電影節開幕影片和第二十七屆美國亞裔國際電影節開幕影片，并在柏林、夏威夷等多個國際影展上放映，而且成為當年唯一入圍俄羅斯的莫斯科國際電影節競賽單元的華語片。

## 剧情简介
安心（赵薇饰）对于男人有着致命的诱惑，外表平静却内心汹涌，渴望激情却不愿承担，进退之间掀起魅力的涟漪。安心的生命中一共有着3个男人。毛杰（谢霆锋饰）、铁军（陈建斌饰）、杨瑞（柳云龙饰），还有一位犹如生命中指路明灯的长者潘队（孙海英饰） 。潘队对安心始终偏爱有加，她是缉毒队里的明日之星，然而命运的指针却偏移了轨道。虽然他们都无法把握安心，但他们却心甘情愿地为她前赴后继，安心也许真的不是故意的，但内心对于激情的渴望却让3个爱她的男人的命运变得无法掌控。警察的爱、妻子的爱、母亲的爱、情人的爱，当爱变成了恨，冤缘只是传说中的一个美丽片断。云南边陲小城南德的缉毒女警安心，在即将与未婚夫铁军结婚时，偶然结识了很有魅力的男青年毛杰。两人在彼此完全陌生时，坠入了爱河。安心觉得心中有愧于铁军决定与毛杰分手。但没想到毛杰的父母家人均为毒贩，两人在一次行动中再次相遇，毛杰被捕、毛父被击毙，毛母为子顶替罪名而赴死。此时的安心害怕了，害怕失去铁军与铁军体面的结婚了，后安心发现自己怀孕。毛杰的律师在辩护过程中发现毛杰与安心的隐情，安心的证词无效，毛杰被释放。铁军发现儿子不是自己亲生的，便带着孩子找安心问罪，恰遇毛杰与其兄毛放前来寻仇。铁军为救安心而死，安心带着孩子逃走，并在组织的安排下隐姓埋名来到北京。青年男子杨瑞不知安心的真实身份，却对她一见钟情，展开热烈的追求，安心被杨瑞的真情所打动。但随后又生波折，安心救了杨瑞后偷偷回到云南。一直逃亡的毛杰兄弟发现了安心的下落前来寻仇，毛放被安心击毙，前来寻找安心的杨瑞受伤，安心的孩子被毛杰抢走。毛杰不知孩子是自己的而将其杀害，随后也被警方击毙。安心生死不明，杨瑞决定一定要找到她。

## 演员名单
| 演員   | 角色   |
| 赵 薇  | 安 心  |
| 谢霆锋 | 毛 杰  |
| 陈建斌 | 铁 军  |
| 柳云龙 | 杨 瑞  |
| 孙海英 | 潘队长 |
| 牛 莉  |        |

## 評價
- “儘管劇情存在不足，這部影片最應該感謝趙薇那深情地表演，演繹出在愛情、責任與母性之間的掙扎。趙薇宛若精靈的外形並不很具威脅性，但她那有說服力的表演奠定了她作為中國最好的女演員之一的地位。”----《時代週刊》[1]
- “一部歌剧式的奇特电影！……在那狂野风暴中心的赵薇，美国观众曾经看到她在《少林足球》和2003年女性动作影片《夕阳天使》中的表演。她的出现在每一个场景，并且把影片贯穿起来。她具有米切尔·罗德里琼斯和茱莉安·摩爾二人的特质。事实上，几乎没有一个美国女演员可以重演这部电影。”---- Filmcritics.com[2]

## 奖项与提名
| 年份   | 颁奖典礼                           | 奖项                    | 作品   | 结果 |
| ------ | ---------------------------------- | ----------------------- | ------ | ---- |
| 2004年 | 哥本哈根国际电影节                 | 最佳女导演              | 许鞍华 | 提名 |
| 2004年 | 第26届莫斯科国际电影节             | 圣·乔治金奖（最佳影片） | 许鞍华 | 提名 |
| 2004年 | 第8届意大利威若纳电影节            | 最佳影片                | 许鞍华 | 提名 |
| 2004年 | 第8届意大利威若纳电影节            | 观众选择奖              | 许鞍华 | 獲獎 |
| 2004年 | 第4届华语电影传媒大奖              | 最佳女主角              | 赵薇   | 提名 |
| 2004年 | 第4届华语电影传媒大奖              | 最佳男配角              | 孙海英 | 提名 |
| 2004年 | 第4届华语电影传媒大奖              | 最受欢迎女演员金奖      | 赵薇   | 獲獎 |
| 2004年 | 第27届大众电影百花奖               | 最佳影片                |        | 提名 |
| 2004年 | 第27届大众电影百花奖               | 最佳男演员              | 孙海英 | 提名 |
| 2005年 | 第10届中国电影表演艺术学会金凤凰奖 | 表演学会奖              | 赵薇   | 獲獎 |